# 黑色星期五 (1869年)
黑色星期五（1869年），是指1869年9月24日星期五，在美國金融市場發生的一場金融危機。這宗醜聞對當時的美國總統尤里西斯·格蘭特的管治威信構成頗大的衝擊。

## 背景
在美國內戰期間，美國政府發行大量沒有足夠儲備的鈔票。戰後，普遍美國人都相信政府會用黃金回購這批鈔票。在1869年，一些以傑·古德(Jay Gould)與和詹姆士·費斯克(James Fisk)為首的投機者，在市場上大量購入黃金，意圖減少黃金在市場的流通量，以炒高黃金價格。他們串同了尤里西斯·格蘭特的姐夫亞伯·科本(Abel Corbin)，向尤里西斯·格蘭特建議任命丹尼爾·巴特菲爾德(Butterfield)為美國財長，他已同意在政府內極力反對購回鈔票。

## 經過
直到9月，投機活動已令金價比起投機活動開始前上升了30%，資金流向金市已令股市持續疲弱。9月20日，二人開始囤積大量黃金，意圖進一步推高金價。
然而到了9月24日，美國總統尤里西斯·格蘭特突然宣報拋售價值40亿美元的黃金，購回戰時發行鈔票，以阻止投機行為。此舉令金市大幅下跌，並引發恐慌性拋售，跌勢迅速波及股市，投資者（包括傑‧古德和詹姆士‧費斯克）都蒙受極大損失。
後來雖然美國國會進行了調查，但由於第一夫人茱莉亞·格蘭特不許作證，結果調查無果而終。但最後丹尼爾·巴特菲爾德還是辭去了財長一職。

## 影響
雖然尤里西斯·格蘭特的決定制止了炒作行為，但卻造成更大的傷害。美國經濟和政府的威信受到很大的影響。多数美國人都相信尤里西斯·格蘭特在危機期間收受非法利益。在1870年，美國歷史學家亨利·亞當斯寫了一篇名為The New York Gold Conspiracy的文章攻擊尤里西斯·格蘭特。